# Steve Bégin
Steve Bégin, född 14 juni 1978 i Trois-Rivières, Québec, är en kanadensisk före detta professionell ishockeyspelare som avslutade sin karriär i Calgary Flames i National Hockey League (NHL). Bégin valdes av Calgary Flames som 40:e spelare totalt i 1996 års NHL-draft.

## Klubbar
- Val-d'Or Foreurs, 1995-1998
- Saint John Flames, 1997, 1998-2001
- Calgary Flames, 1997-2003, 2012-2013
- Montréal Canadiens, 2003-2004, 2005-2009
- Hamilton Bulldogs, 2004-2005
- Dallas Stars, 2008-2009
- Boston Bruins, 2009-2010
- Milwaukee Admirals, 2010-2011
- Nashville Predators, 2010-2011